# Drusus camerinus
Drusus camerinus là một loài Trichoptera trong họ Limnephilidae. Chúng phân bố ở miền Cổ bắc.